# Fitz-James (Adelsgeschlecht)

Wappen der FitzJames, Herzöge von Berwick

Die Familie Fitz-James (auch Fitzjames oder FitzJames geschrieben, abgeleitet vom Patronym „fils de James“) bzw. Fitz-James Stuart ist eine illegitime Nebenlinie der britischen Stuart-Dynastie. Das Geschlecht zählt zum europäischen Hochadel und geht zurück auf die Kinder von James, Duke of York (dem späteren König Jakob II.), mit der Mätresse Arabella Churchill. 
Aus der Liebesbeziehung gingen vier Kinder hervor:
- Henrietta Fitzjames (1667–1730)
- James Fitzjames, 1. Duke of Berwick (1670–1734)
- Henry Fitzjames „1. Duke of Albemarle“ (1673–1702)
- Arabella Fitzjames (1674–1704), wurde Nonne

Nach der Absetzung Jakobs II. im Rahmen der Glorious Revolution 1688/89 begleiteten die Kinder ihren Vater ins Exil. James FitzJames, 1. Duke of Berwick, kämpfte als jakobitischer Heerführer in französischen und spanischen Diensten und wurde zum spanischen Duque de Liria y Jérica und Grande und zum französischen Duc de Fitz-James und Pair von Frankreich ernannt.
Seine Titel teilte er auf seine Söhne auf: Sein Sohn aus erster Ehe James Francis erhielt den (in Großbritannien nicht anerkannten) Titel des Herzogs von Berwick sowie die spanischen Würden, der älteste Sohn aus zweiter Ehe Henri Jacques den französischen Titel.

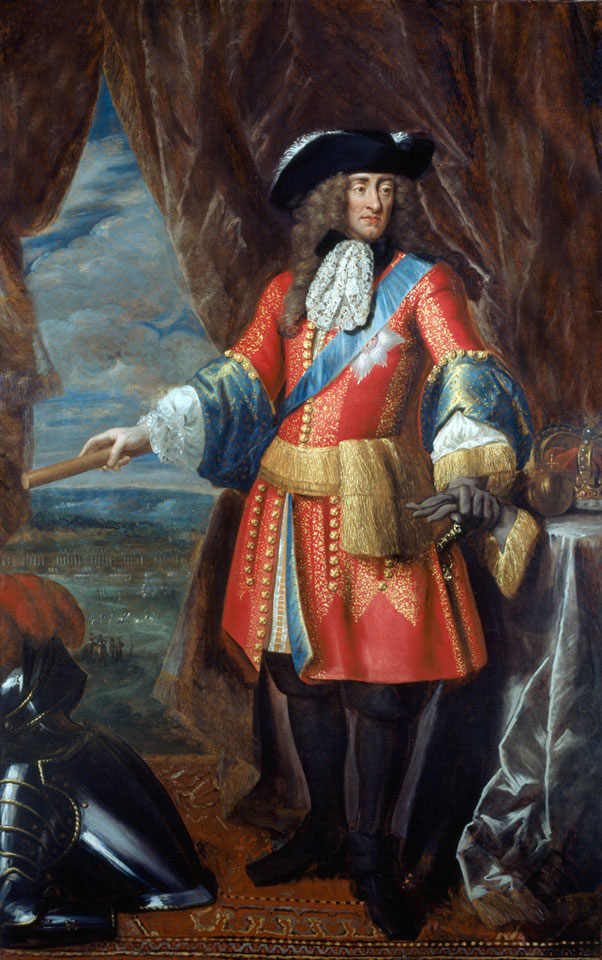
König Jakob II. (1633–1701)
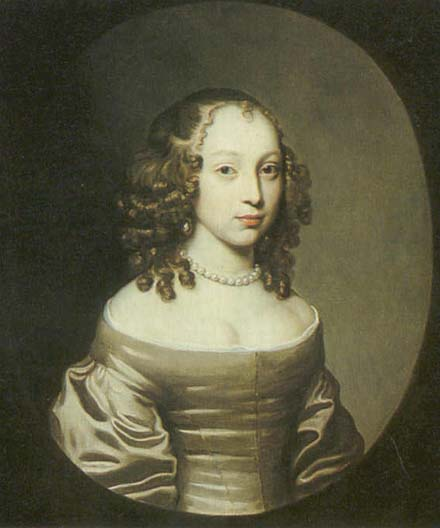
Lady Arabella Churchill (1648–1730)
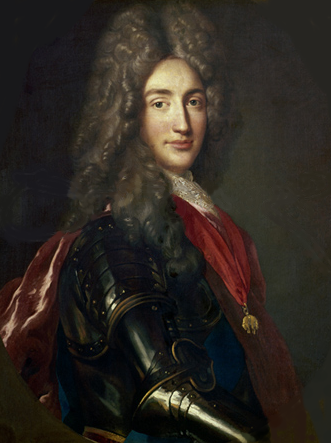
James Fitzjames, 1. Duke of Berwick, Duc de Fitz-James, Duque de Liria y Jérica, Pair und Marschall von Frankreich (1670–1734)
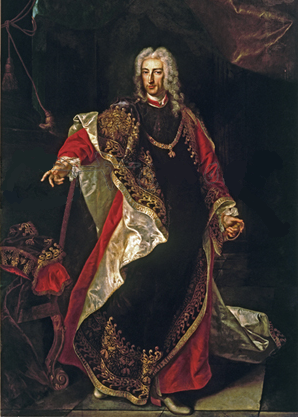
James Francis Fitz-James Stuart, 2. Duke of Berwick, 2. Duque de Liria y Jérica (1696–1738)

Wappen der FitzJames, Herzöge von Alba

Carlos Miguel Fitz-James Stuart aus der spanischen Linie erbte 1802 von einer Verwandten den Titel des Herzogs von Alba; diese Linie besteht bis heute, wobei der Herzogstitel von Berwick aufgrund unterschiedlicher Auslegung des weiblichen Erbfolgerechts umstritten ist: Derzeitiger Titelinhaber nach spanischer Erbfolge ist Carlos Fitz-James Stuart (* 1948), Herzog von Alba, Sohn der Cayetana Fitz-James Stuart (1926–2014), nach britischer Erbfolge hingegen sein entfernter Cousin Jacobo Hernando (* 1947), Herzog von Peñaranda de Duero.
Die französische Linie starb 1967 mit dem zehnten Herzog aus. Berühmte Mitglieder dieser Linie waren der dritte Herzog François de Fitz-James, Bischof von Soissons, dessen Bruder Charles de Fitz-James, Marschall von Frankreich, sowie dessen Enkel, der Politiker Édouard de Fitz-James.
Nach der Familie ist die französische Gemeinde Fitz-James (Oise) in der Picardie benannt.
Außer den Fitz-James existieren bis heute im Mannesstamm noch weitere herzogliche „Bastardlinien“ der königlichen Stuarts, und zwar die auf Karl II., den Bruder und Vorgänger Jakobs II., zurückgehenden Familien Lennox (Herzöge von Richmond und Gordon), Scott (Herzöge von Buccleuch und Queensberry), FitzRoy (Herzöge von Grafton) und Beauclerk (Herzöge von St. Albans).

## Weitere Familienmitglieder
- Pedro Fitz-James Stuart (Pedro Fitz-James Stuart y Colón de Portugal, 4. Marqués de San Leonardo; 1720–1791), spanischer Adliger und Marineoffizier